# Andromède XX
Andromède XX est une galaxie naine du Groupe local.